# Олимпийский стадион (Атланта)
Олимпийский стадион (англ. Centennial Olympic Stadium) — многоцелевой стадион, построенный в 1993-1996 годах в Атланте, США, являлся главной ареной XXVI летних Олимпийских игр. Был рассчитан на 85 000 зрителей. По завершении Олимпийских и Паралимпийских игр был реконструирован в бейсбольный стадион «Тёрнер-филд» (англ. Turner Field), который в настоящее время вмещает 50 096 зрителей, являясь домашней ареной клуба «Атланта Брэйвз».